# Cirsium purpuratum
Cirsium purpuratum là một loài thực vật có hoa trong họ Cúc. Loài này được (Maxim.) Matsum. mô tả khoa học đầu tiên năm 1895.